# 像傻瓜一样去爱
《像傻瓜一样去爱》是一部都市时尚喜剧，又名娱乐没有圈。由扬子晚报文娱主编鞠健夫的同名小说改编而成。2009年6月9日，原著小说的改编权被著名编剧石康代表喜多瑞公司买下，12月11日，《像傻瓜一样去爱》剧组正式在北京开机，由韩雪、朱泳腾、杨乐乐、陈为民、阿朵联袂主演，周立波、刘诗昆、许戈辉等客串出演。2010年5月24日在湖南卫视十点黄金档(金鹰独播剧场)首播。为湖南电视台2010年自制剧之一。2011年1月21日在台湾緯來育樂台播出时更名为美女記者向前衝。

## 简介
- 本剧由著名台湾导演林清振（代表作《败犬女王》）执导，编剧阵容亦是强大，来自喜多瑞公司的五位优秀编剧联合创作（郎雪枫、李辉、费明、于淼、汪海林）[3]。

- 《像傻瓜一样去爱》是国内首次以“娱乐记者”为主角，反映明星与娱乐记者之间“爱恨交织”关系的喜剧。剧中的角色都有其鲜明独特的个性。本剧故事从一个外号为“二公主”的女记者林曼怡大报《娱乐帮》主编肖雷开除开始，这已经是她丢掉的第39份工作。她不得不加入八卦小报《宵晚报》，在那里她与她的同事们条件虽然艰苦，但却自强不息，也因此弄出一连串的笑话……从好莱坞归来的大明星方迅引发了两家媒体之间的竞争，林曼怡的热情和执着最终改变了肖雷对媒体行业的看法，他也来到《宵晚报》工作。《霄晚报》弘扬真善美，实事求是的办报理念终于得到了认可，《宵晚报》的主编白水获得了年度最佳媒体人物奖。而在感情方面，林曼怡面对着鲍迪的苦苦追求，另一方面，《娱乐帮》的尚弦月也对肖雷倾心，男女主角的感情发展注定不会顺利。

## 职员
- 出品人：欧阳常林、赵依芳、韩雪
- 监　制：张华立、胡卫箭、罗伟雄、盛伯骥、朱德强、汪海林、韩雪、傅斌星
- 策　划：李浩、张勇、何小庭、周海
- 总制片人：刘向群
- 制片人：姚嘉
- 导　演：林清振
- 编　剧：郎雪枫、李辉、费明、于淼、汪海林
- 营销总监：樊旭文、姜朝晖
- 项目推广：夏青、朱琰、彭阗
- 项目运营：杨雅琼、王毅、蒋春霞
- 制作：湖南卫视、浙江华策影视股份有限公司、喜多瑞、天娱传媒、韩雪工作室

## 演员
| 演員   | 角色   | 介紹 |
| 韩 雪  | 林曼怡 | 女，26岁，《宵晚报》文字记者。一个时常迷糊，甚至有点“二”的娱乐记者女。不管外界环境多么艰难，对于自己认为美好的事物不懈的去追求。           |
| 朱泳腾 | 肖 雷  | 男，32岁，华伟报业集团旗下《娱乐帮》报主编。业界枭雄，被称作娱乐界的“教父”，有着超强的商业头脑和另类的新闻意识，是娱乐圈中呼风唤雨的人物。 |
| 杨乐乐 | 尚弦月 | 女，26岁，《娱乐帮》首席文字记者。犀利的文章和隽永的文字在业内颇有名气。喜欢编肖雷，对老是莫名其妙得到肖雷重视的林曼怡怀有强烈的敌意，     |
| 阿 朵  | 方 迅  | 女，32岁，国际影星，与肖雷、白水都有一段复杂的感情。当年的北漂演员，后来一举成名来到好莱坞发展。                                           |
| 陈为民 | 白 水  | 男，40岁，《宵晚报》主编。是肖雷的大学学长，校剧社社长。他的办报理念是坚持报道娱乐圈中的真善美，坚持鞭挞娱乐圈中的假恶丑。                 |
| 万思维 | 鲍 迪  | 男，25岁，林曼怡的青梅竹马的朋友，酒店的dj，摩托少年，总是摇滚打扮，有一帮追随者。痴恋林曼怡，虽然不善言辞，但却是一个行动第一的男人。     |
| 王栎鑫 | 鲍鑫鑫 | 男，酒店的dj，鲍 迪的朋友。 |

### 其他演员
| - 李昂 饰 胖 胖 - 王希维 饰 美 美 - 张可佳 饰 黑 黑 - 丁凯 饰 老 范 - 常波 饰 阿 良 - 宋茜(中国) 饰 陶 芳 | - 李晨 饰 薇 薇 - 范艳华 饰 林 母 - 王明智 饰 胡稻田 - 毕海峰 饰 林 凯 - 陈明昊 饰 汪伟业 - 张雨提 饰 柳达菲 | - 蔡俊涛 饰 文 宇 - 张旭延 饰 侯 平 - 白遥 饰 艾 娃 - 王聪 饰 刘 雨 - 葛小凤 饰 妞 妞 - 刘广楠 饰 罗密欧 | - 马德华 饰 蒋子峰 - 赵佳翔 饰 阿 虎 - 庞博 饰 人力主管 - 陈建峰 饰 小陈 - 陆虎 饰 帅哥 |

另外周立波、刘诗昆、许戈辉在剧中也客串出演

## 電視劇歌曲

肖雷与林曼怡

| 曲序 | 曲目               |        | 作曲   | 演唱   |
| ---- | ------------------ | ------ | ------ | ------ |
| 1.   | 《奇迹》（主题曲） | 汪海林 | 吴牧禅 | 韩雪   |
| 2.   | 《漂亮》（片尾曲） | 冀楚忱 | 吴牧禅 | 韩雪   |
| 3.   | 《奇迹》（插曲）   |        |        | 江映蓉 |
| 4.   | 《漂亮》（插曲）   |        |        | 江映蓉 |
| 5.   | 《诺言》（插曲）   |        |        | 周晋进 |

## 本剧周边
| 年份      | 書名               | 作者                         | 出版社         | ISBN               |
| --------- | ------------------ | ---------------------------- | -------------- | ------------------ |
| 2010年6月 | 《像傻瓜一样去爱》 | 汪海林、郎雪枫、李辉、于淼等 | 花山文艺出版社 | ISBN 9787807557661 |

## 播出信息
- 2010年5月24日在湖南卫视金鹰独播剧场首播当晚即以4.63%的收视份额拿下了同时段收视第一的宝座[4]，索福瑞媒介研究有限公司统计的收视率为0.87。截至6月2日，平均收视率0.81，份额 4.03%，排名第1。前两集剧的观众到达率为4.37%,推及观众达到8700万[5]。
- 据索福瑞媒介研究有限公司“2010年上半年电视剧50强”的收视数据显示，《像傻瓜一样去爱》仅次于《新版三国》[6]。

| 中国湖南卫视 金鹰独播剧场 周一到周日 22：00 | 中国湖南卫视 金鹰独播剧场 周一到周日 22：00   | 中国湖南卫视 金鹰独播剧场 周一到周日 22：00 |
| ------------------------------------------- | --------------------------------------------- | ------------------------------------------- |
|                                             | 像傻瓜一样去爱 (2010年5月24日 - 2010年6月3日) |                                             |
| 杨贵妃秘史 (2010年4月27日－2010年5月23日)   | 佳期如梦 (2010年6月4日 - 2010年6月17日)       |                                             |

| 中華民國緯來育樂台 (周一到周五 20：00) | 中華民國緯來育樂台 (周一到周五 20：00) | 中華民國緯來育樂台 (周一到周五 20：00) |
| -------------------------------------- | -------------------------------------- | -------------------------------------- |
|                                        | 美女記者向前衝 (2011.01.21-)           |                                        |
| 一代大商孟洛川                         | —                                      |                                        |